# Messier 89
Messier 89 (viết tắt là M89, còn được gọi là NGC 4552) là một thiên hà elip trong chòm sao Xử Nữ. Nó được Charles Messier phát hiện vào ngày 18 tháng 3 năm 1781. M89 là thành viên của cụm thiên hà Xử Nữ.

## Đặc điểm

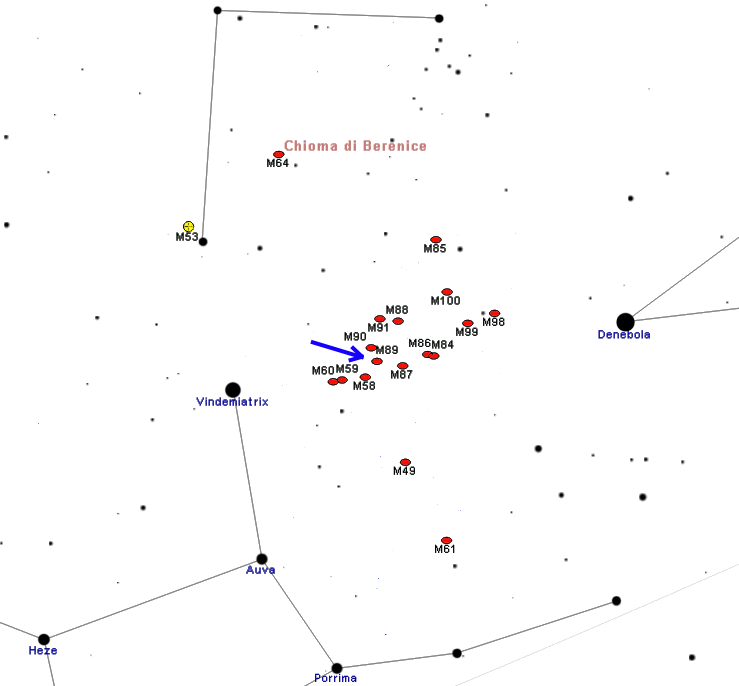
Bản đồ

Các quan sát hiện tại chỉ ra rằng M89 có thể có hình dạng hình cầu gần như hoàn hảo. Đây là điều bất thường, vì tất cả các thiên hà elip khác được biết đến là ellipsoid tương đối thuôn dài. Tuy nhiên, có thể là thiên hà  này được định hướng theo cách mà nó xuất hiện như hình cầu đối với người quan sát trên Trái Đất nhưng thực tế là hình elip.
Thiên hà này cũng có cấu trúc khí và bụi bao quanh kéo dài tới 150.000 năm ánh sáng từ thiên hà và dòng các hạt nung nóng kéo dài 100.000 năm ánh sáng hướng ra bên ngoài. Điều này chỉ ra rằng nó có thể đã từng là một quasar hoạt động hoặc thiên hà vô tuyến. Nó cũng có một hệ thống rộng lớn và phức tạp của các vỏ và chùm xung quanh, cho thấy rằng nó có nguồn gốc từ một hoặc một số vụ sáp nhập thiên hà.
Các nghiên cứu của Chandra trong bước sóng tia X cho thấy hai cấu trúc khí nóng giống như vòng trong phần nhân của M89, cho thấy sự bùng nổ ở đó 1-2 triệu năm trước  cũng như sự tước bỏ áp suất nén tác động lên thiên hà này khi nó di chuyển qua môi trường nội cụm Xử Nữ. Lỗ đen siêu lớn ở lõi có khối lượng (4,8±0,8)×108 M☉.
M89 cũng có một số lượng lớn các cụm sao cầu. Một khảo sát năm 2006 ước tính rằng có 2.000 ± 700 cụm sao cầu trong phạm vi 25′ của M89, so với ước tính 150-200 cụm sao cầu được cho là có xung quanh Ngân Hà.